# Giuditto Miele

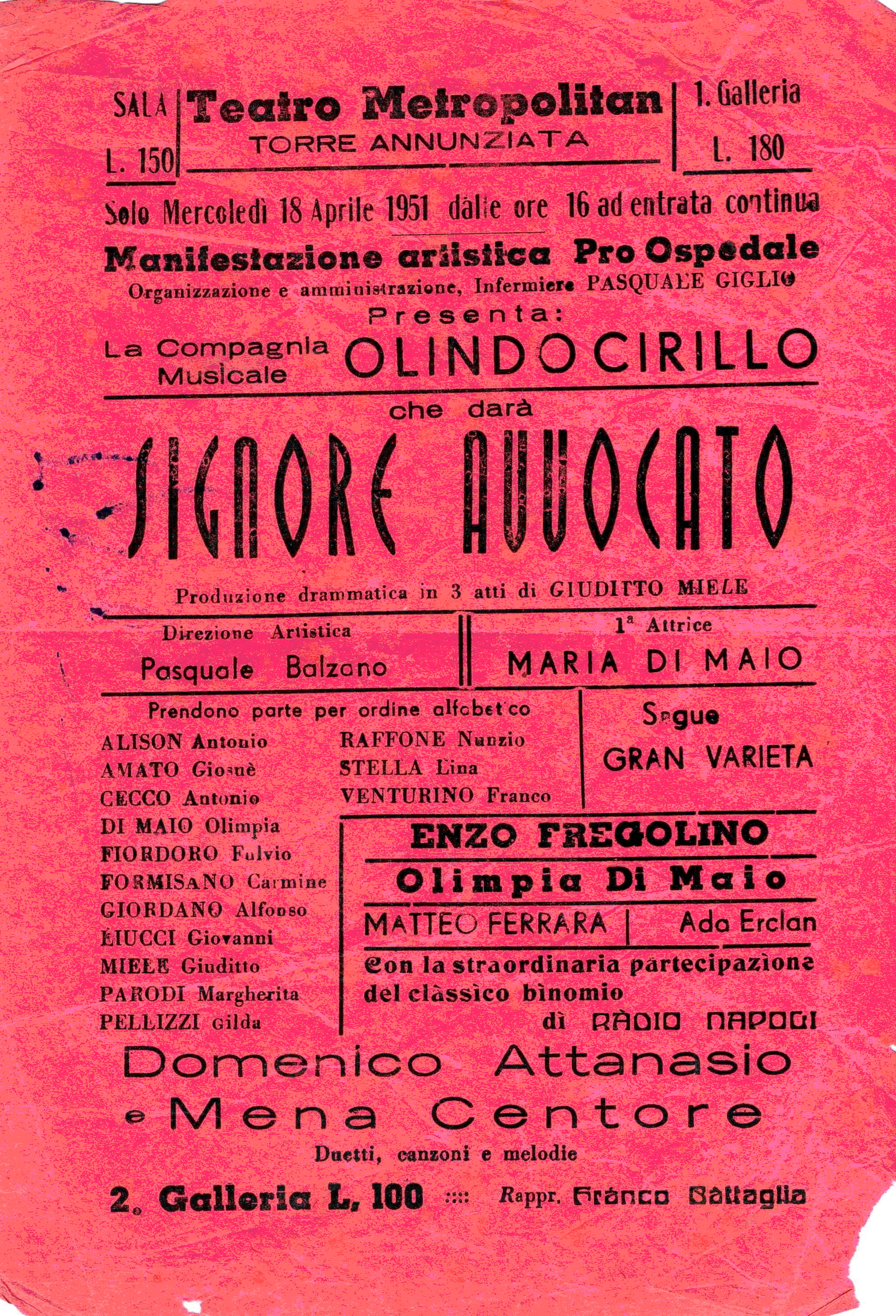
Locandina della rappresentazione teatrale "Signore avvocato"

Giuditto Miele (Boscotrecase, 15 gennaio 1923 – Roma, 12 agosto 2001) è stato un sindacalista e politico italiano.

## Biografia
Nato da una famiglia povera di Boscotrecase, in provincia di Napoli, in gioventù si distinse nell'attività filodrammatica di paese e fu autore di molte sceneggiate che interpretò anche come attor giovane; fu anche cantante e suonatore di mandolino e chitarra, oltre a essere autore delle musiche delle sue sceneggiate.
Tra le sceneggiate più note scritte da Miele ci furono Canciello ‘e sposa, dalla lirica di Armando De Gregorio e Furio Rendine; Zappatore, tratto dalla canzone omonima di Libero Bovio, e Signore avvocato dalla canzone omonima di Arturo Gigliati ed Enzo Barile.
La partecipazione alla filodrammatica gli consentì di conoscere Giovanna Pelosio, figlia del cavalier Pelosio ed erede di una delle tre famiglie più ricche del paese. Miele sposò la sedicenne Giovanna e la coppia ebbe tre figlie: Carla, Olga e Giovanna. Appena sposati, i due andarono a vivere a Torre Annunziata e Miele iniziò il suo impegno nell'attività sindacale.

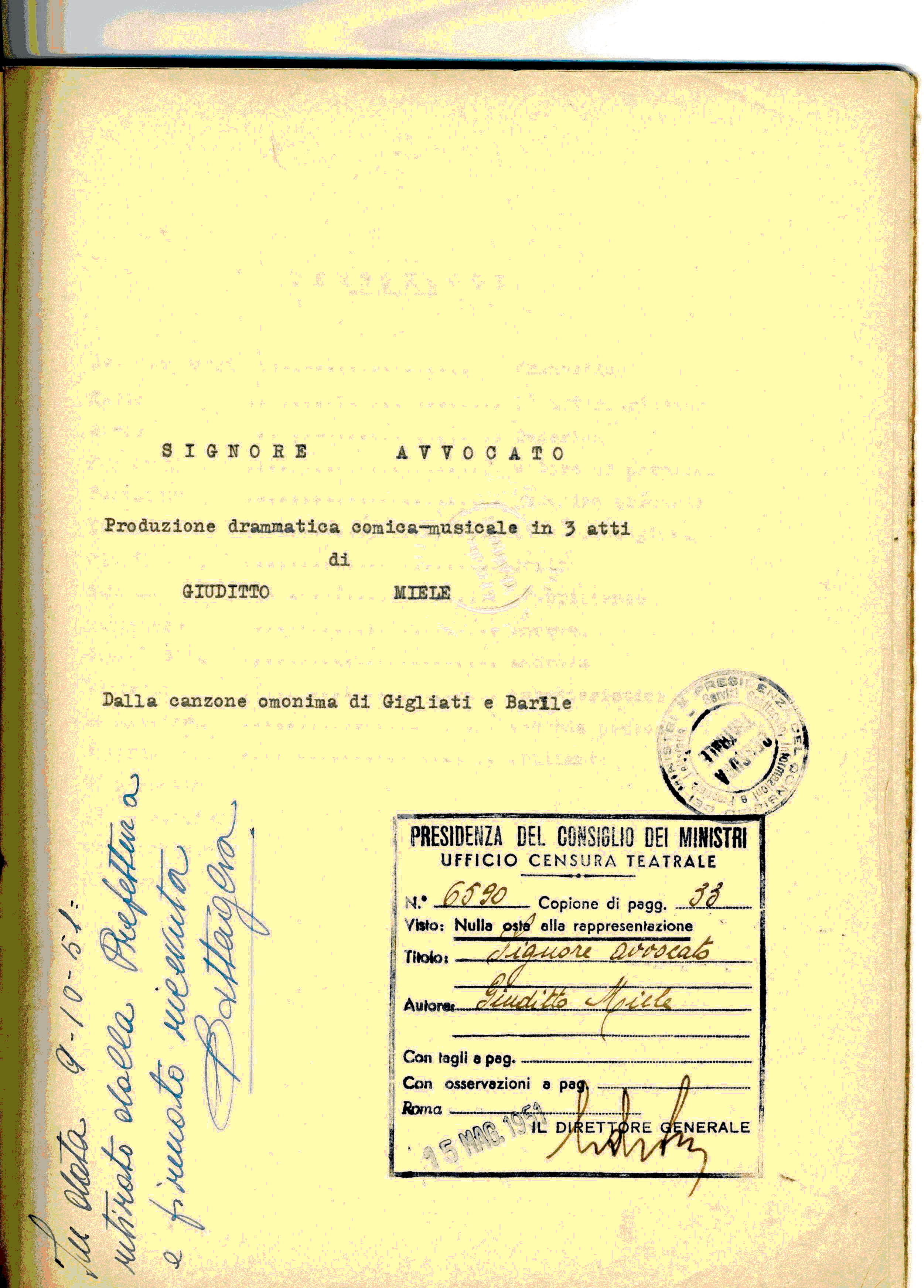
Registrazione presso la P.D.C.M. della rappresentazione teatrale "Signore avvocato"

A 17 anni Miele divenne capoturno all'Italsider, in una sezione assegnata alla riparazione delle reti antisommergibile.

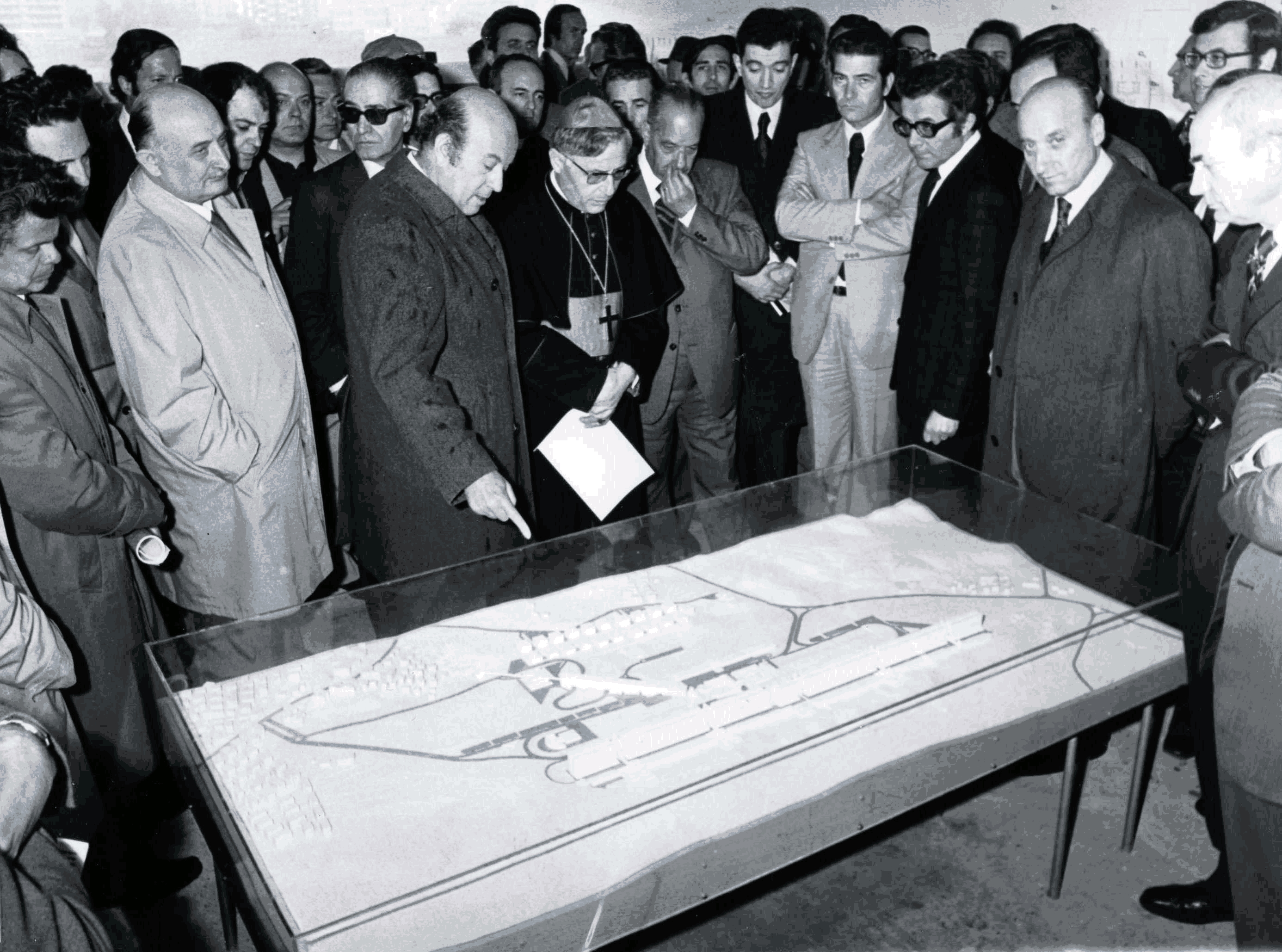
Giuditto Miele alla cerimonia di inizio lavori del complesso Corviale a Roma, riconoscibile con abito chiaro all'angolo più in alto del plastico

Per migliorare le sue condizioni economiche si trasferì a Savona dove divenne responsabile amministrativo di zona per l'Italsider e segretario generale della CISL.
Completata la esperienza savonese, fu trasferito successivamente alla direzione di Roma dove fu responsabile amministrativo e responsabile della commercializzazione del settore degli acciai speciali. A Savona intanto la sera studiava e prese il diploma di ragioniere.

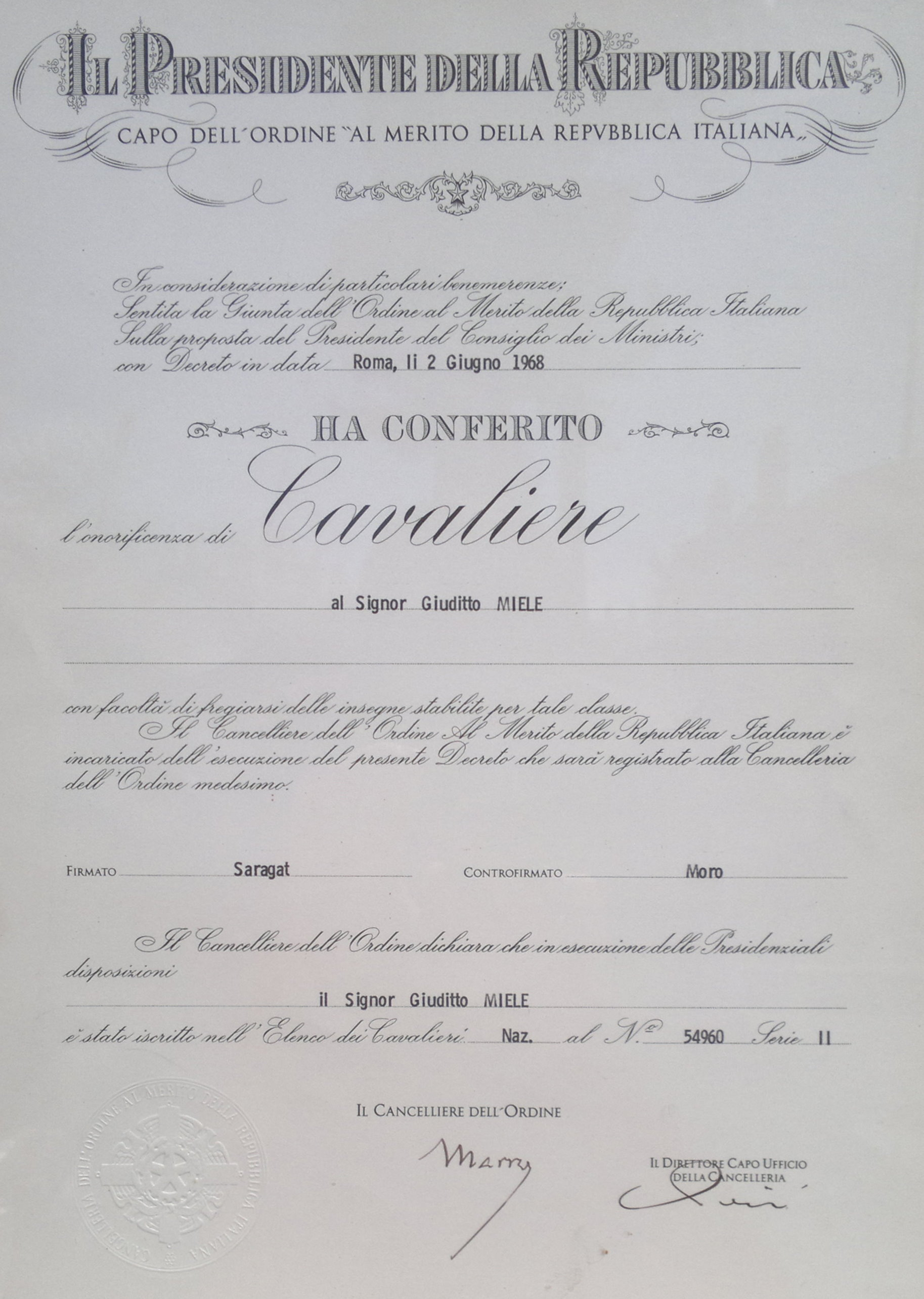
Onorificenza di Cavaliere al Merito del 2 giugno 1968

A Roma Miele si distinse per l'attività sindacale, che portò avanti a livello nazionale. Fu infatti tra i rappresentanti della Federazione Italiana Metalmeccanici (CISL) nella stipula del contratto collettivo nazionale di lavoro per i lavoratori addetti alla industria metalmeccanica e alla installazione di impianti, avvenuta il 23 ottobre 1959.
Nel 1968 ottiene la nomina di cavaliere dell'Ordine al merito della Repubblica italiana per il suo impegno nel lavoro in Italsider.
In quegli anni cominciò a farsi strada nel mondo politico, impegnandosi nel Partito Socialista Democratico Italiano prima e nel Partito Socialista Italiano poi.
Fu quindi nominato nel 1973 primo aggiunto sindaco della XV Circoscrizione (ora Municipio XI) e fu uno degli sperimentatori delle politiche di decentramento a quei tempi ai primi passi.
Il successo in politica e nel lavoro consentirono a Miele di assicurare alla famiglia un periodo di serenità e tranquillità economica; avviò una agenzia di assicurazioni oltre ad alcune rappresentanze nel settore siderurgico.
Nel 1975 fondò il Centro di Promozione Socio Culturale - Giacomo Matteotti (CEPROS), centro di riferimento politico e culturale del quartiere di cui fu presidente, fino al suo scioglimento, Sergio Pace.
Appoggiato da PSI, PCI, PSDI, PRI e PLI fu di nuovo eletto aggiunto sindaco nel 1981 (la prima elezione diretta da parte della cittadinanza della circoscrizione) e fu sempre attivamente al centro della politica della XV Circoscrizione.
Alle elezioni per la carica di sindaco del comune di Roma del 1985, si candidò alla carica di consigliere comunale, risultando il primo dei non eletti.
Proseguì la propria carriera politica in ambito locale fino alla morte, sopraggiunta poco dopo la sua elezione a consigliere circoscrizionale del XVI Municipio.